# AZ '67 in het seizoen 1967/68
Het seizoen 1967/1968 was het eerste jaar in het bestaan van de Alkmaarse betaaldvoetbalclub AZ '67. De club kwam uit in de Eerste divisie en eindigde daarin op de tweede plaats, dit betekende dat de club rechtstreeks promoveerde naar de Eredivisie. Tevens deed de club mee aan het toernooi om de KNVB Beker, hierin werd het team in de groepsfase uitgeschakeld.

## Wedstrijdstatistieken

### Eerste divisie
|       | Blauw-Wit | FC Den Bosch '67 | SC Cambuur | D.F.C. | Eindhoven | Elinkwijk | Haarlem | Heracles | Holland Sport | HVC   | RBC   | RCH   | SVV   | Velox | Vitesse | De Volewijckers | FC VVV | Willem II |
| ----- | --------- | ---------------- | ---------- | ------ | --------- | --------- | ------- | -------- | ------------- | ----- | ----- | ----- | ----- | ----- | ------- | --------------- | ------ | --------- |
| Thuis | 4 – 0     | 1 – 1            | 0 – 0      | 0 – 0  | 2 – 0     | 2 – 2     | 2 – 1   | 2 – 0    | 2 – 1         | 0 – 0 | 1 – 0 | 4 – 0 | 2 – 2 | 0 – 2 | 2 – 0   | 2 – 0           | 7 – 0  | 2 – 2     |
| Uit   | 0 – 0     | 2 – 2            | 1 – 1      | 1 – 1  | 2 – 1     | 1 – 0     | 0 – 0   | 1 – 0    | 0 – 2         | 1 – 1 | 0 – 2 | 0 – 2 | 0 – 1 | 0 – 2 | 0 – 2   | 1 – 2           | 1 – 3  | 0 – 0     |

### KNVB Beker
| Groepsfase                                      | AZ '67         | 1 – 1 (1 – 1) | DWS                |
| 31 december 1967 Plaats: Alkmaar Alkmaarderhout | Piet Beets 32' |               | 33' Frans Geurtsen |
| Groepsfase                                      | ZFC            | 0 – 0         | AZ '67             |
| 25 februari 1968 Plaats: Zaandam Westzanerdijk  |                |               |                    |
| Groepsfase                                      | Volendam       | 1 – 0 (0 – 0) | AZ '67             |
| 24 maart 1968 Plaats: Volendam Julianastraat    | Johan Pelk     |               |                    |

## Statistieken AZ '67 1967/1968

### Eindstand AZ '67 in de Nederlandse Eerste divisie 1967 / 1968
| Stand | Gespeeld | Gewonnen | Gelijk | Verloren | Punten | Doelpunten voor | Doelpunten tegen |
| ----- | -------- | -------- | ------ | -------- | ------ | --------------- | ---------------- |
| 2e    | 36       | 18       | 14     | 4        | 50     | 57              | 22               |

### Topscorers
| #      | Naam              | Goal |
| ------ | ----------------- | ---- |
| 1.     | Siem Tijm         | 13   |
| 1.     | Gerard Vredenburg | 13   |
| 3.     | Piet Beets        | 11   |
| 4.     | Henny van Egdom   | 5    |
| 4.     | Piet Ouderland    | 5    |
| 6.     | Wim de Jager      | 4    |
| 7.     | Chris Dekker      | 3    |
| 8.     | Bob van Rijssel   | 1    |
| 8.     | Jan van Veen      | 1    |
| 8.     | Jan Visser        | 1    |
| Totaal | Totaal            | 57   |

| #      | Naam       | Goal |
| ------ | ---------- | ---- |
| 1.     | Piet Beets | 1    |
| Totaal | Totaal     | 1    |

## Voetnoten
AZ '67 ·
Blauw-Wit ·
Cambuur ·
FC Den Bosch '67 ·
D.F.C. ·
Elinkwijk ·
Eindhoven ·
Haarlem ·
Heracles ·
Holland Sport ·
HVC ·
RBC ·
RCH ·
SVV ·
Velox ·
Vitesse ·
De Volewijckers ·
FC VVV ·
Willem II